# 巴登·库克
巴登·库克（英語：Baden Cooke，1978年10月12日—），澳大利亚男子自行车运动员。他曾代表澳大利亚参加2002年英联邦运动会自行车比赛，获得男子公路赛铜牌。他也曾参加2004年夏季奥运会。